# Кампілья-дей-Беричі
Кампілья-дей-Беричі (італ. Campiglia dei Berici, вен. Campija dei Berici) — муніципалітет в Італії, у регіоні Венето, провінція Віченца.
Кампілья-дей-Беричі розташована на відстані 387 км на північ від Рима, 65 км на захід від Венеції, 25 км на південь від Віченци.
Населення — 1739 осіб (2014).
Щорічний фестиваль відбувається 21 червня. Покровитель — святий Петро.

## Демографія
Населення за роками:

Станом на 1 січня 2023 року в муніципалітеті офіційно проживали 43 іноземці з 12 країн, серед них 13 громадян країн Євросоюзу.

## Сусідні муніципалітети
- Агульяро
- Альбеттоне
- Новента-Вічентіна
- Соссано